# Ленинское (Джалал-Абадская область)
Ленинское (кирг. Ленин) — село в Сузакском районе Джалал-Абадской области Кыргызстана. Административный центр Ленинского айылного аймака.

## География
Село расположено в юго-восточной части области, к востоку от реки Кёгарт, на расстоянии приблизительно 16 километров (по прямой) к северо-востоку от села Сузак, административного центра района. Абсолютная высота — 915 метров над уровнем моря.

## Население
Согласно оценочным данным Национального статистического комитета Кыргызской Республики, численность населения села на начало 2023 года составляла 2686 человек.
| год     | 2009 | 2014 | 2015 | 2020 | 2021 | 2023 |
| ------- | ---- | ---- | ---- | ---- | ---- | ---- |
| человек | 2461 | 2517 | 2368 | 2608 | 2644 | 2686 |